# QSK
| Sigles de 2 caractères   |
| ► Sigles de 3 caractères |
| Sigles de 4 caractères   |
| Sigles de 5 caractères   |
| Sigles de 6 caractères   |
| Sigles de 7 caractères   |
| Sigles de 8 caractères   |

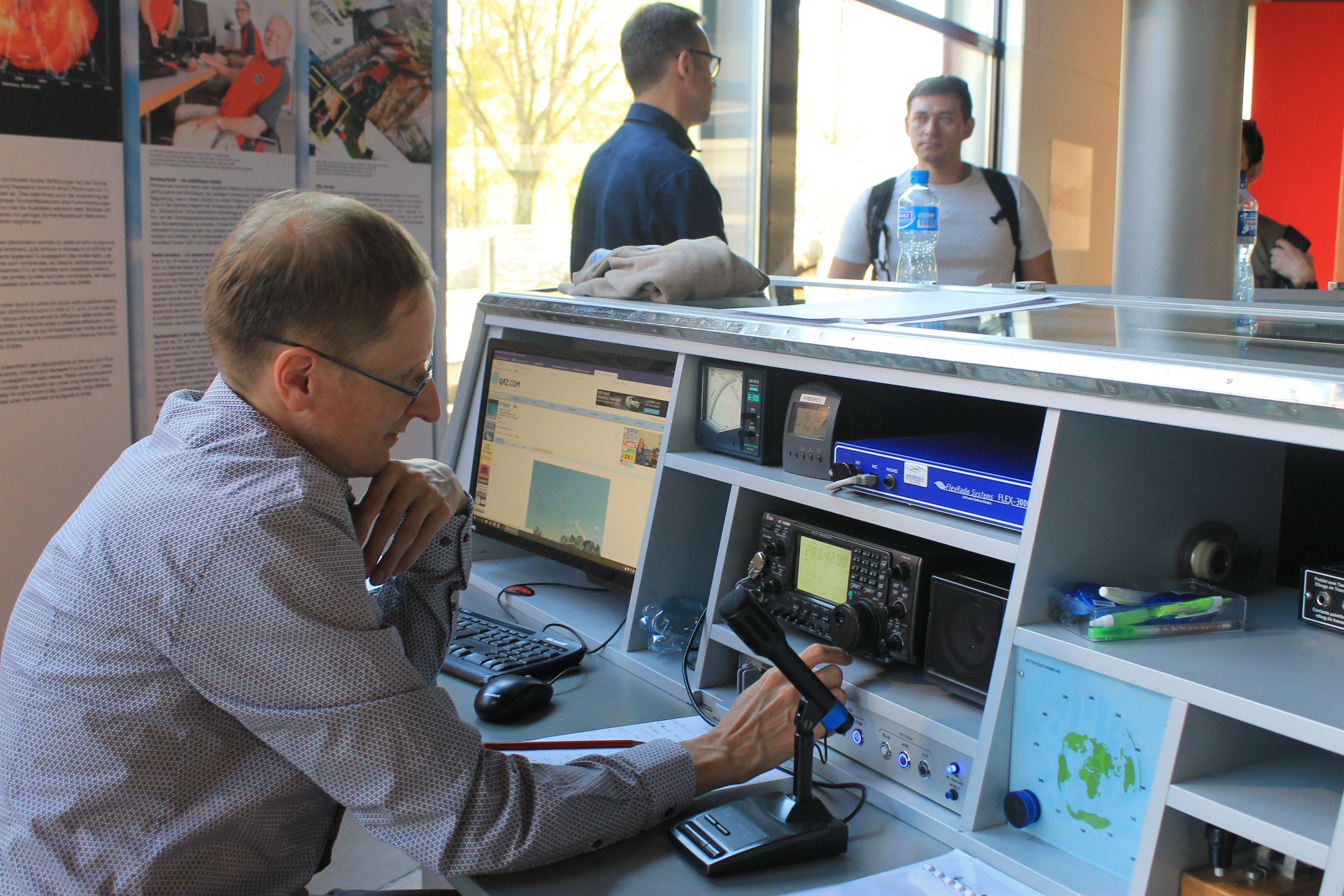
Opérateur radio à la Station HB9O.

QSK est un code qui signifie « Pouvez-vous m’entendre entre vos signaux ? Dans l’affirmative, puis-je vous interrompre dans votre transmission ? » selon le code Q.